# Mădălina Linguraru
Mădălina Linguraru (ur. 26 listopada 1992) – rumuńska zapaśniczka walcząca w stylu wolnym. Zajęła 29. miejsce na mistrzostwach świata w 2013. Piąta na mistrzostwach Europy w 2014. Złota medalistka igrzysk frankofońskich w 2013 i brązowa w 2017. Plażowa mistrzyni świata w 2015. Trzecia na ME juniorów w 2012 roku.